# BitTorrent

Sigla BitTorrent

BitTorrent este un protocol care permite descărcarea rapidă de fișiere folosind o cantitate minimă din lărgimea de bandă disponibilă a conexiunii la Internet. Spre deosebire de alte metode de download, BitTorrent maximizează viteza de transfer împărțind fișierul în bucățele și descărcând acele bucățele pe rând de la utilizatorii care le au deja. Acest proces poate face fișierele voluminoase să poată fi descărcate cu viteze mult mai mari decât este posibil cu protocoale similare.

## Cum funcționează BitTorrent
Protocolul BitTorrent împarte fișierul în fragmente minuscule, de obicei de ordinul a unui sfert de megabyte (256 KB), dar cu cât fișierul original este mai mare, cu atât mărimea fragmentelor va crește. De obicei un fișier de 4,37 GB va fi împărțit în fragmente de câte 4 MB (4096 KB). Utilizatorii descarcă fragmentele lipsă de care au nevoie de la cei care le-au descărcat deja, punând la dispoziția celorlalți fragmentele deja avute. Protocolul este destul de inteligent pentru a alege cele mai eficiente conexiuni de rețea pentru fragmentele căutate. Un grup de utilizatori care descarcă simultan un fișier poartă numele generic de “roi” ("swarm"). Pentru a mări eficiența globală a roiului, clienții de BitTorrent cer de la ceilalți utilizatori fragmentele cele mai rare; cu alte cuvinte fragmentele care sunt disponibile la cei mai puțini utilizatori în încercarea de a asigura o omogenitate a fragmentelor în termeni de disponibilitate și de a evita "ambuteiajele".
Fragmentele nu sunt descărcate în ordine secvențială, iar fișierul original trebuie reconstituit de către clientul de BitTorrent. Este foarte important faptul că un client din cadrul unui roi va începe să pună la dispoziția celorlalți fragmente din fișier înainte ca el să aibă fișierul complet. Astfel, oricine poate avea în cele din urmă fișierul complet, atâta timp cât undeva în roi există cel puțin un exemplar din fiecare fragment, chiar dacă nici un utilizator nu are fișierul complet (o copie completă a fișierului poartă numele de “sămânță”) --

## Cum se folosește BitTorrent
Deși sistemul din spate este destul de complex, descărcarea cu BitTorrent este destul de simplă și intuitivă. Se începe cu un fișier .torrent, un mic fișier de descriere care conține numele fișierului original și mărimea acestuia. Orice persoană care vrea să descarce un fișier trebuie să aibă mai întâi fișierul de descriere și să îl deschidă cu un client de BitTorrent. Fișierul .torrent îi spune clientului adresa serverului central de tracking, care la rându-i menține o listă de utilizatori care descarcă acel fișier și care este nivelul de disponibilitate a fiecărui fragment. Pentru fiecare sursă disponibilă clientul verifică blocurile de date de care are nevoie. După ce descarcă un bloc de date el verifică integritatea acelui bloc comparând semnătura sa digitală (obținută printr-o metodă criptografică) cu cea furnizată de către server. Dacă fragmentul este validat, el este adăugat în lista de blocuri de date disponibile pentru partajarea cu ceilalți utilizatori.
Deși BitTorrent este un protocol acceptabil pentru un utilizator de broadband, este mai puțin eficient pentru conexiuni dial-up, unde deconectările sunt dese.

## Comparație cu alte sisteme de partajare
Metoda folosită de către BitTorrent pentru a distribui fișierele în rețea se aseamănă cu cea folosită de rețeaua eDonkey2000, dar nodurile din rețeaua eDonkey sunt mult mai solicitate datorită numărului mare de fișiere servite având drept consecință micșorarea lățimii de bandă disponibilă fiecărui transfer. Transferurile BitTorrent sunt foarte rapide deoarece toate nodurile dintr-un grup se concentrează pe a transfera un singur fișier (sau o colecție de fișiere care au legătură unul cu celălalt).
O metodă similară cu modul în care funcționează BitTorrent din punct de vedere al încurajării upload-ului de fișiere este Participation Level introdus în KaZaA în 2002. Acest nivel de participare creștea o dată cu upload-ul de fișiere și scădea o dată cu descărcarea acestora. Astfel, când alți utilizatori încercau să descarce un fișier de la utilizatorul curent, cei cu un nivel de participare mai mare aveau prioritate, în timp ce ceilalți erau puși într-o listă de așteptare. Acest sistem poate fi vizualizat ca o piramidă în care cei cu cea mai mare cantitate de upload sunt aproape de vârf, iar ceilalți, progresiv, pe nivelurile inferioare. Totuși, din păcate sistemul adoptat de KaZaA este ineficient și ușor de înșelat – nivelul de participare este raportat de către aplicația client, care poate fi setată în așa fel încât să raporteze un nivel favorabil (dar nu și adevărat).

## Dezvoltări în viitor
Protocolul BitTorrent este încă în dezvoltare, astfel existând posibilitatea de a i se adăuga noi facilități care să îi îmbunătățească performanțele (și așa foarte bune) și eficiența. 
În mai 2005, Bram Cohen, părintele BitTorrent, a lansat o nouă versiune a clientului de BitTorrent care elimină necesitatea de a avea serverul central de tracking, permițând partajarea de fișiere mai rapid și mai ușor decât înainte, fără a avea cunoștințe avansate ale protocolului.

## BitTorrent Clients
- Blubster Blubster
- FileSpree FileSpree
- FastTrackMorpheus, KaZaA, KaZaA Lite, Grokster, iMesh
- OneSwarm Arhivat în 23 septembrie 2011, la Wayback Machine., un client BitTorrent care vă respectă anonimatul online
- PioletPiolet
- WASTEWASTE